# 바우 와우 와우
바우 와우 와우(영어: Bow Wow Wow)는 잉글랜드의 음악 그룹이다.